# تشغاغورغ (بربرود الغربي)
تشغاغورغ (بالفارسية: چغاگرگ) هي قرية تقع في إيران في قسم بربرود الغربي الریفي. يقدر عدد سكانها بـ 275 نسمة بحسب إحصاء 2016.